# Kahramanmaraş
Kahramanmaraş, kurz Maraş (armenisch Մարաշ Marasch, kurdisch Mereş oder Gurgum, in der Antike Germanikeia bzw. Germanicia), ist die Hauptstadt der gleichnamigen Provinz Kahramanmaraş im südlichen Teil Anatoliens in der Türkei, etwa 100 km nördlich der syrischen Grenze und rund 150 km ostnordöstlich der Stadt Adana. Seit 2012 ist Kahramanmaraş eine Büyükşehir Belediyesi (Großstadtgemeinde/Metropolprovinz) und damit flächen- und einwohnermäßig identisch mit der Provinz. Im Zuge der Verwaltungsreform wurde sie 2012 in zwei Kreise/Stadtbezirke geteilt.

## Geographie

### Geographische Lage
Kahramanmaraş liegt auf 549 m Höhe in den westlichen Ausläufern des Taurusgebirges, am Rand einer fruchtbaren Ebene am Südhang des Ahirdağ, nahe dem südlichen Anschluss zu drei wichtigen Pässen. Die umgebende Region ist gebirgig und besitzt reiche Mineralvorkommen, hauptsächlich Eisen und Silber. 20 km östlich befindet sich die Ayvalı-Talsperre.

## Verwaltung
Mit dem Gesetz Nr. 6360, erlassen im Dezember 2012, wurde der zentrale Landkreis (Merkez Ilçe) mit der Provinzhauptstadt Kahramanmaraş in zwei Kreise bzw. Belediye aufgeteilt, so dass die Stadt de facto nicht mehr existierte: Onikişubat im Osten und Dulkadiroğlu im Westen.
- Onikişubat erhielt 17 der 74 Dörfer (Köy), 47 der 90 Mahalle der Provinzhauptstadt und die folgenden zehn Belediye:

- Döngele
- Fatih
- Fatmalı
- Ilıca
- Kale
- Karadere
- Kürtül
- Önsen
- Şahinkayası
- Tekir

- Dulkadiroğlu erhielt 57 Dörfer, 43 Mahalle und die Belediye Baydemirli

Durch die nachfolgende Verwaltungsreform wurden in beiden Kreisen/Belediye/Stadtbezirken die Einheiten in Mahalle zusammengefasst und umgewandelt, denen ein Muhtar als oberster Beamter vorsteht.

### Klimatabelle
|                        | Jan   | Feb   | Mär  | Apr  | Mai  | Jun  | Jul  | Aug  | Sep  | Okt  | Nov  | Dez   |   |       |
| Mittl. Temperatur (°C) | 5,1   | 6,3   | 10,6 | 15,5 | 20,5 | 25,3 | 28,5 | 28,6 | 25,3 | 19,1 | 11,4 | 6,8   | ⌀ | 17    |
| Mittl. Tagesmax. (°C)  | 9,4   | 10,9  | 15,8 | 21,3 | 26,8 | 32,1 | 35,7 | 36,1 | 32,6 | 25,9 | 17,0 | 11,0  | ⌀ | 22,9  |
| Mittl. Tagesmin. (°C)  | 1,5   | 2,2   | 5,7  | 10,0 | 14,3 | 19,0 | 22,3 | 22,4 | 18,6 | 13,1 | 6,9  | 3,2   | ⌀ | 11,6  |
|                        |       |       |      |      |      |      |      |      |      |      |      |       |   |       |
| Niederschlag (mm)      | 120,1 | 113,1 | 95,3 | 70,3 | 39,9 | 5,1  | 1,1  | 0,6  | 7,8  | 54,5 | 98,5 | 127,2 | Σ | 733,5 |
|                        |       |       |      |      |      |      |      |      |      |      |      |       |   |       |
| Sonnenstunden (h/d)    | 3,5   | 4,2   | 5,5  | 6,8  | 8,5  | 10,4 | 11,0 | 10,3 | 9,1  | 6,9  | 4,6  | 3,3   | ⌀ | 7     |
|                        |       |       |      |      |      |      |      |      |      |      |      |       |   |       |
| Regentage (d)          | 11,9  | 12,2  | 12,2 | 11,1 | 7,9  | 2,2  | 0,5  | 0,5  | 2,1  | 6,7  | 9,2  | 11,6  | Σ | 88,1  |

| 1,5 |

| 2,2 |

| 5,7 |

| 10,0 |

| 14,3 |

| 19,0 |

| 22,3 |

| 22,4 |

| 18,6 |

| 13,1 |

| 6,9 |

| 3,2 |

| 1,5 |

| 2,2 |

| 5,7 |

| 10,0 |

| 14,3 |

| 19,0 |

| 22,3 |

| 22,4 |

| 18,6 |

| 13,1 |

| 6,9 |

| 3,2 |

## Geschichte

### Antike
Mar'as (Marqas) war in der Eisenzeit Hauptstadt des neohethitischen Königreiches von Gurgum. Als die Assyrer das Reich 711 v. Chr. eroberten, wurde Marqas Provinzhauptstadt und scheint es bis zum Ende des assyrischen Reiches geblieben zu sein.
Die Stadt gehörte zum Königreich Kommagene. Antiochos IV. von Kommagene benannte sie nach Kaiser Caligula (Gaius Caesar Augustus Germanicus), der ihn 38 n. Chr. wieder als König von Kommagene einsetzte, Germanikeia (griechisch Γερμανίκεια; latinisiert Germanicia) bzw. Kaisareia Germanike (Καισαρεία Γερμανική). Im Jahr 72 wurde die Stadt Teil der römischen Provinz Syria.
683 wurde die Stadt von den Arabern belagert und eingenommen, sie verwendeten sie als Basis für Einfälle in Kleinasien. Mehrmals während der Arabisch-Byzantinisch-Armenischen Kämpfe zerstört, wurde die Stadt durch den Umayyaden-Kalifen Muʿāwiya I. (7. Jahrhundert) umgebaut und um 800 durch den Abbasiden-Kalifen Hārūn ar-Raschīd erweitert.

### Mittelalter

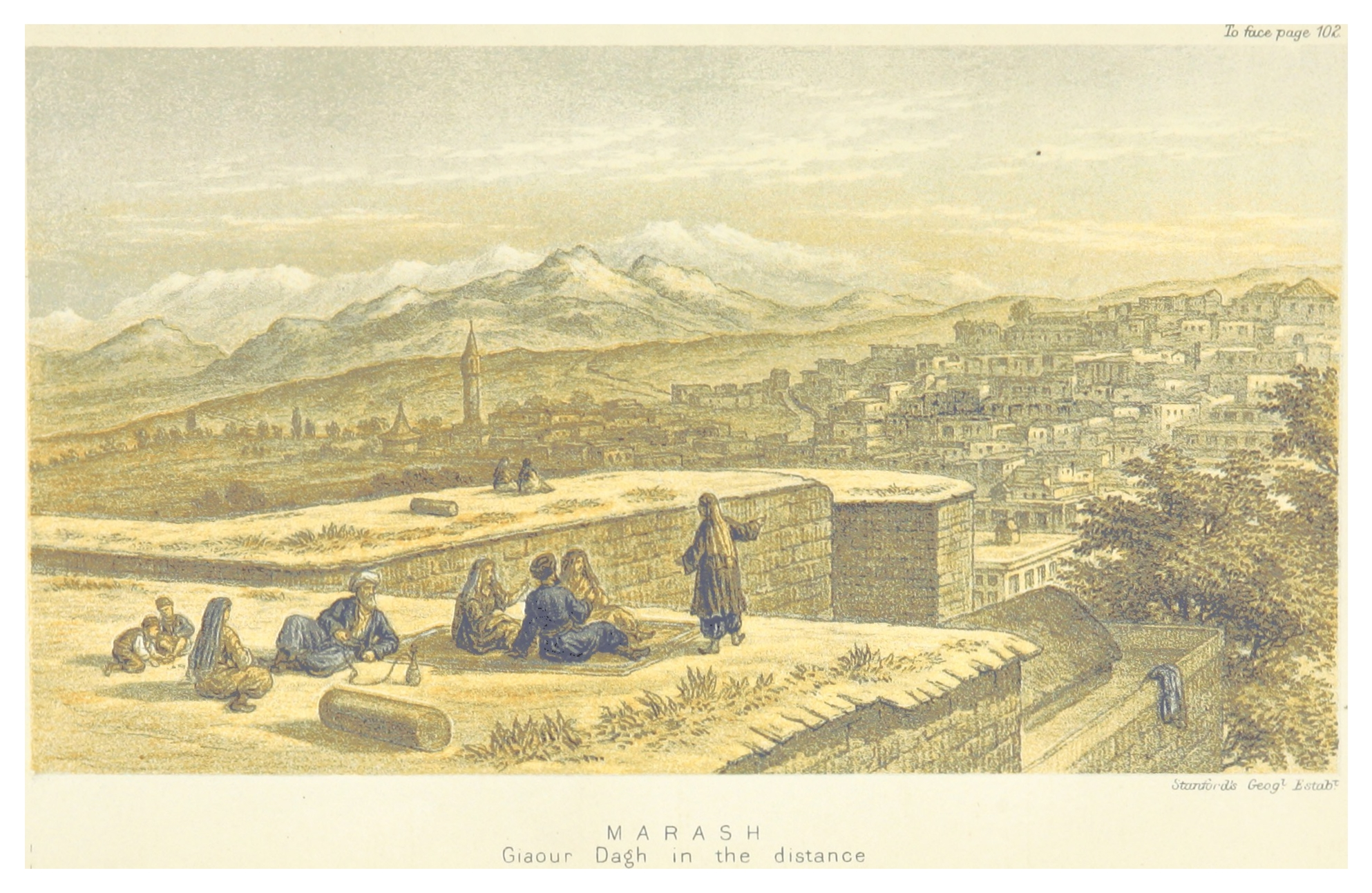
Stadtansicht mit den Amanos-Bergen im Hintergrund (um 1875)

Ab 1071 wurde Maraş das Regierungszentrum von Philaretos Brachamios, der sich nach der Niederlage des Kaisers Romanos IV. Diogenes in der Schlacht bei Manzikert um 1071 im Südosten des byzantinischen Reiches eine eigene Machtbasis schuf. Zu seinem Gebiet gehörten auch Antiochia und Edessa. Nach dem Tod von Philaretos übernahm sein Offizier Tatul die Herrschaft in Maraş und wurde von Kaiser Alexios I. anerkannt.
Die Kreuzfahrer des Ersten Kreuzzugs besetzten Maraş um 1097 kurzzeitig, Balduin I. von Jerusalem eroberte Maraş 1103 und gliederte es dem Fürstentum Antiochia an. 1114 wurde die Stadt durch ein Erdbeben zerstört, nach der Chronik des Matthias von Edessa wurden 10.000 Menschen getötet, was vermutlich übertrieben ist. Die Auswirkungen der Katastrophe waren bis nach Sis zu spüren. 1135 belagerten die Danischmaniden Maraş erfolglos. 1146 fiel Balduin von Maraş beim Versuch, an der Seite Joscelins II., Edessa gegen Nur ad-Din zurückzuerobern. Sein Nachfolger Reinhold von Maraş fiel 1149 in der Schlacht von Inab, woraufhin der entthronte Joscelin II. als Schwager Reinholds die Macht in Maraş übernahm, aber 1150 vor dem Angriff der Rum-Seldschuken unter Sultan Mas'ud I. floh, der daraufhin die Stadt einnahm. Anscheinend gelangte die Stadt später an Nur ad-Din, dieser übergab Maraş 1171 dem Fürsten Mleh von Kleinarmenien im Austausch gegen einen hochrangigen byzantinischen Gefangenen.
Als das kleinarmenische Reich im 14. Jahrhundert von den ägyptischen Mamluken zerschlagen wurde, gelangte Maraş unter die Herrschaft der Dulkadir, bevor die Stadt um 1515 unter Sultan Selim I. zum Osmanischen Reich kam.
Ende des 19. Jahrhunderts lag die Stadt im Vilâyet Aleppo und war Hauptort eines Sandschaks. Sie machte zu jener Zeit einen großen Eindruck, hatte 25 Moscheen, mehrere armenische Kirchen, zahlreiche öffentliche Bäder und 10.000–15.000 Einwohner, darunter viele Armenier. Unter den Handwerkern zeichneten sich die Türkischrot(Kermes)-Färber, Weber und Kammmacher aus.

### 20. Jahrhundert
Vor dem Ersten Weltkrieg lebten im Bezirk (kaza) Maraş 32844 Armenier, die 20 Kirchen, zwei Klöster und 23 Schulen besaßen.
Während dem Völkermord an den Armeniern wurde die gesamte armenische Bevölkerung deportiert, überwiegend in die Konzentrationslager von Deir ez-Zor. Nach der Niederlage des Osmanischen Reichs wurde die Region von britischen, später französischen Truppen besetzt. Die Franzosen gestatteten etwa 25000 Armeniern unterschiedlicher Herkunft, die teils vor dem Völkermord in die arabischen Provinzen geflohen, teils Mitglieder der Armenischen Legion waren. 
Im Rahmen der dreiwöchigen Schlacht um Maraş 1920 wurden die erst kürzlich zurückgekehrten Armenier endgültig ausgelöscht. Türkische Banden warfen kerosingetränkte Lumpen auf armenische Häuser und deckten das Amerikanische Hilfskrankenhaus mit Sperrfeuer ein. Die Armenier suchten Zuflucht in Kirchen und Schulen. Frauen und Kinder fanden vorübergehend Obdach in den sechs armenisch-apostolischen, drei armenisch-evangelischen Kirchen und der einzigen katholischen Kathedrale der Stadt. Die armenischen Legionäre versuchten, sie zu verteidigen, wurden jedoch überwältigt. Alle Kirchen und schließlich sämtliche armenischen Stadtteile wurden in Flammen gelegt. Das Schicksal der Armenier verschärfte sich noch, als die Franzosen beschlossen, sich am 10. Februar zurückzuziehen. Als die 2000 Armenier, die Zuflucht in der katholischen Kathedrale gefunden hatten, versuchten, dem Rückzug zu folgen, fielen sie den türkischen Gewehren und Maschinengewehren zum Opfer.
Erste Berichte setzten die Todeszahlen der Armenier auf 16.000, was später auf 5.000 bis 12.000 revidiert wurde, die heute als verlässlichere Zahlenangaben gelten.

### Pogrom von 1978
Nach mehreren gewalttätigen Auseinandersetzungen und Unruhen wurden am 21. Dezember 1978 zwei Lehrer erschossen. Während der Beisetzung am nächsten Tag kam es wieder zu Auseinandersetzungen, bei denen erneut zwei Menschen starben. Am 23. Dezember griffen Anhänger der rechtsgerichteten Partei MHP alevitische Wohnviertel in Kahramanmaraş an. Es gab 31 Tote und 150 Verletzte. Trotz der Verlegung weiterer Armeeeinheiten nach Kahramanmaraş am 24. Dezember konnten die Gruppierungen nicht an weiteren Angriffen gehindert werden. Die Regierung verhängte über die 13 Provinzen im Südosten der Türkei den Ausnahmezustand. Nach offiziellen Angaben sind 111 Menschen gestorben. Nach inoffiziellen Aussagen der lokalen Bevölkerung wurden über 1100 Menschen getötet. Als Motiv der Übergriffe nannte die Regierung einen Konflikt zwischen Linken und Rechten.

### 21. Jahrhundert
Im Dezember 2012 wurde die Stationierung von ca. 400 Soldaten der Bundeswehr im Rahmen der Operation Active Fence ab Januar 2013 in der Stadt beschlossen, welche aufgrund des Bürgerkrieges in Syrien dort Patriot-Flugabwehrraketen betreiben sollen.
Am 30. Dezember 2015 endete der deutsche Beitrag zum Einsatz Active Fence mit dem Abzug der letzten Soldaten.
Durch das schwere Erdbeben vom 6. Februar 2023 wurde Kahramanmaraş großflächig zerstört.

## Bevölkerung (Demografie)
Der Bevölkerungsanteil der zwei neu geschaffenen Belediye/İlçe an der Büyükşehir belediyesi:
| Region       | 2020      | 2019      | 2018      | 2017      | 2016      | 2015      | 2014      | 2013      | 2012        |
| ------------ | --------- | --------- | --------- | --------- | --------- | --------- | --------- | --------- | ----------- |
| Dulkadiroğlu | 223.277   | 222.673   | 222.938   | 224.531   | 219.548   | 218.067   | 218.029   | 216.701   | noch Merkez |
| Onikişubat   | 441.681   | 431.848   | 418.379   | 407.956   | 396.753   | 384.953   | 371.394   | 357.870   | noch Merkez |
| Summe        | 441.681   | 431.848   | 418.379   | 407.956   | 396.753   | 384.953   | 371.394   | 357.870   | 558.664     |
| Anteil in %  | 37,81     | 37,42     | 36,54     | 36,18     | 35,66     | 35,10     | 34,10     | 33,27     | 52,55       |
| Büyükşehir   | 1.168.163 | 1.154.102 | 1.144.851 | 1.127.623 | 1.112.634 | 1.096.610 | 1.089.038 | 1.075.706 | 1.063.174   |

Bis zum Völkermord an den Armeniern ab 1915 lebten in Maraş zahlreiche armenische Familien. Diejenigen Überlebenden des Völkermords, die nach Armenien geflohen waren, gründeten in Jerewan das Stadtviertel Nork-Marasch (türkisch Yeni Maraş).

### Bevölkerungszahlen nach Volkszählungen 1927 bis 2000
Nachfolgende Tabelle gibt Auskunft über die Entwicklung der Einwohnerzahlen von Stadt (Şehir), Kreis (İlçe) und Provinz (İl) Ordu. Die Zahlen wurden den als PDF-Dateien veröffentlichten Ergebnisse der Volkszählungen der angegebenen Jahre entnommen, abrufbar über die Bibliothek des TURKSTAT (TÜİK) sowie über die Volkszählungsseite des (TÜİK) für die Jahre 1965 bis 2000 (nur in türkischer Sprache)
| Jahr  | 1927    | 1935    | 1940    | 1945    | 1950    | 1955    | 1960    | 1965    | 1970    | 1975    | 1980    | 1985    | 1990    | 2000      |
| ----- | ------- | ------- | ------- | ------- | ------- | ------- | ------- | ------- | ------- | ------- | ------- | ------- | ------- | --------- |
| Şehir | 25.672  | 29.402  | 27.744  | 33.104  | 34.641  | 42.962  | 54.447  | 63.284  | 110.761 | 135.782 | 178.557 | 210.371 | 228.129 | 326.198   |
| İlçe  | 70.127  | 84.233  | 88.025  | 100.761 | 104.268 | 123.253 | 125.734 | 141.949 | 195.116 | 232.131 | 293.716 | 336.961 | 360.481 | 465.370   |
| İl    | 186.855 | 188.877 | 202.073 | 261.550 | 288.843 | 336.797 | 389.857 | 438.423 | 528.982 | 641.480 | 738.032 | 840.472 | 892.952 | 1.002.384 |

## Kultur und Sehenswürdigkeiten

### Bauwerke und Naturdenkmäler

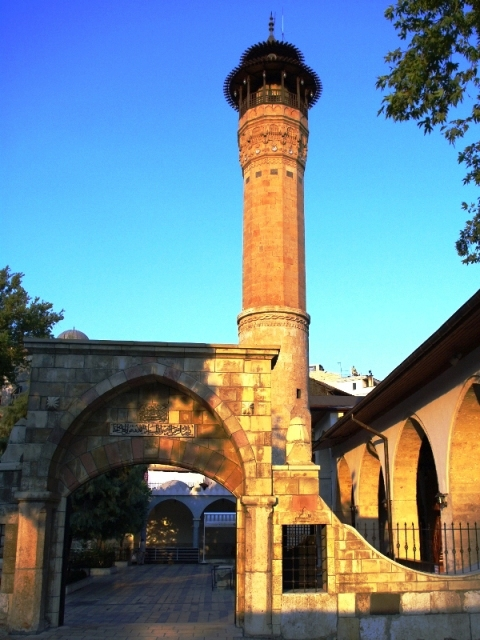
Moschee Ulu Cami

Kulturell besitzt die Stadt einen großen Reichtum. Es gibt viele sehenswerte alte Bauwerke und eine interessante Altstadt. Viele alte kleine Gassen, Handwerkerläden und die mittelalterliche Zitadelle bilden den Kern der Innenstadt. Auch sind überdachte Basare, große Einkaufsstraßen und sehr gute Patissierien vorzufinden. Zudem gibt es einige Moscheen, darunter die Ulu Cami aus dem 15. Jahrhundert, sowie Hatuniye und Beyazit aus der osmanischen Epoche, Koranschulen – besonders die Taş Medresesi (15. Jahrhundert) – sowie einige Kirchen. Zudem befindet sich die drittgrößte Moschee der Türkei, die Abdulhamit Han Camii (Kapazität von ca. 10.000 Personen) ebenfalls in Kahramanmaraş. Westlich der Stadt fließt der Fluss Ceyhan, der hier zu drei Stauseen gestaut wird. Weitere Sehenswürdigkeiten sind Bergwiesen, Seen, Quellen, Wasserfälle und Tropfsteinhöhlen. Am Azerbaycan Bulvarı liegt das Archäologische Museum, das unter anderem über eine reichhaltige Sammlung hethitischer Skulpturen verfügt.

### Kulinarische Spezialitäten
Die Spezialität der Region ist das Speiseeis Maraş Dondurması, das traditionell aus Ziegenmilch und dem Schnee des Berges Ahırdağ zubereitet wird. Dieses Eis hat eine elastische, kaugummiartige Konsistenz. Es kam ins Guinness-Buch der Rekorde, als man es von einem Strommast zu einem anderen spannte, oder es an Busse anfror, um diese mittels des Eises mit einem Kran hochzuheben.
Weitere Spezialitäten sind Bulgur-Taschen gefüllt mit Walnuss und Fleisch (Maraş İçli Köfte), eine salzig-saure Suppe mit vielen Kräutern (Ekşili Çorbası) und Maraş Tarhanasi. Dieser in Platten getrocknete Weizenteig mit Joghurt kann pur oder geröstet gegessen, aber auch zu einer Suppe verarbeitet werden. Auch die Suppe Kelle Paça aus Fleisch vom Schafskopf und der Schafshaxe wird in der Provinz zubereitet. Der rote scharfe Chili aus Maraş ist ebenfalls bekannt.

## Wirtschaft und Infrastruktur

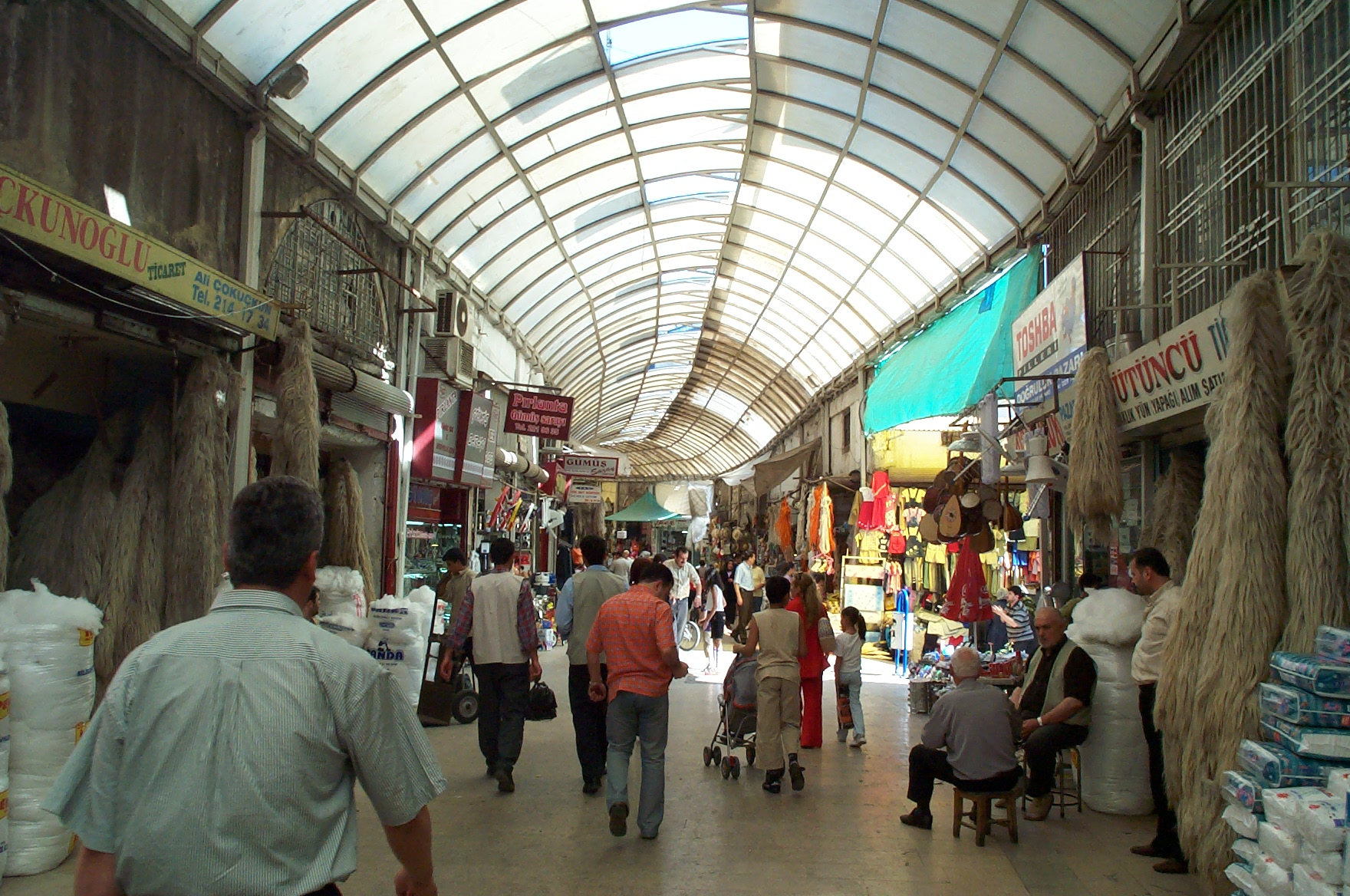
Überdachter Markt

### Verkehr
Durch eine Nebenlinie ist Maraş mit der Zuglinie Adana–Malatya verbunden. Eine Landstraße führt über Türkoğlu zur Autobahn Otoyol 52 von Adana nach Gaziantep. Der Flughafen Kahramanmaraş wird von Turkish Airlines täglich aus Istanbul und Ankara und der privaten Fluggesellschaft Pegasus-Airlines dreimal in der Woche angeflogen.

### Bildung
Die Sütçü-İmam-Universität Kahramanmaraş (türk. Kahramanmaraş Sütçü İmam Üniversitesi) wurde im Jahre 1992 gegründet, sie ist seit ihrer Gründung beständig vergrößert worden und besteht im Jahre 2007 aus sieben Fakultäten, zehn Berufsfachhochschulen, zwei Fachhochschulen, drei Instituten, zehn Forschungszentren, sowie sechs dem Rektorat unterstellten Abteilungen. Es bestehen vier verschiedene Campus, wobei die Fertigstellung des modernsten Campus (Campus Avşar) noch nicht abgeschlossen ist.

### Wirtschaft
Die Stadt ist ein Zentrum für Industrie und Handel. Produziert und exportiert werden Olivenöl, Gewürze und Textilien. Die Stadt ist eine der größten textilproduzierenden Städte der Türkei. Die hauptsächlichen Arbeitgeber sind große Stofffabriken, so ist die Stadt Marktführer der türkischen Textilindustrie. Ein weiteres Standbein der Wirtschaft in Kahramanmaraş ist die Produktion des traditionellen Speiseeises. Geschnitzte Möbel sowie Kupfer-, Silber- und Messingarbeiten werden ebenfalls geschätzt. Im Umland wird hauptsächlich Weizen, Reis und Hülsenfrüchte angebaut, der Fluss Ceyhan dient dabei zur Bewässerung der Felder.

### Gesundheit
Die Stadt verfügt über verschiedene Krankenhäuser.
- Kahramanmaraş Ağız ve Diş Sağlığı Merkezi
- Sütçü İmam Üniversitesi Araştırma ve Uygulama Hastanesi
- Kahramanmaraş Necip Fazıl Şehir Hastanesi
- Kahramanmaraş Özel Hayat Hastanesi

## Persönlichkeiten
- Leon III. (um 680–741), byzantinischer Kaiser zwischen 717 und 741
- Sareh I. (1915–1963), Katholikos des Großen Hauses von Kilikien der Armenischen Apostolischen Kirche
- Berç Sahak Turan (1920–1997), türkischer Architekt und Senator armenischer Herkunft
- Adnan Karaküçük (1927–2005), Politiker
- Vahit Kirişci (* 1960), Landwirtschaftsingenieur, Hochschulprofessor und Politiker
- Şeref Eroğlu (* 1975), Ringer